# 워터스톤스
워터스톤스(영어: Waterstones)는 영국의 서점 체인으로, 영국과 근처 나라에 체인점이 283개 있다.